# Saksoniszki
Saksoniszki (lit. Saksoniškė) – wieś na Litwie, w okręgu uciańskim, w rejonie ignalińskim, w gminie Dukszty.

## Historia
W czasach zaborów wieś leżała w granicach Imperium Rosyjskiego.
W dwudziestoleciu międzywojennym zaścianek leżał w Polsce, w województwie nowogródzkim (od 1926 w województwie wileńskim), w powiecie brasławskim (od 1926 w powiecie święciańskim), w gminie Dukszty.
Według Powszechnego Spisu Ludności z 1921 roku zamieszkiwało tu 33 osoby, wszystkie były wyznania rzymskokatolickiego. Jednocześnie 20 mieszkańców zadeklarowało polską przynależność narodową a 13 litewską. Było tu 7 budynków mieszkalnych. W 1931 wymienia wieś zamieszkaną przez 27 osób w 5 budynkach i kolonię, która miała 13 mieszkańców w trzech domach.
Miejscowość należała do parafii rzymskokatolickiej w Duksztach. Podlegała pod Sąd Grodzki w Święcianach i Okręgowy w Wilnie; właściwy urząd pocztowy mieścił się w Duksztach.